# ベン・ブルース・ブレイクニー
ベン・ブルース・ブレイクニー（Ben Bruce Blakeney, 1908年7月30日 - 1963年3月4日）は、アメリカ合衆国の陸軍軍人・法律家。東京裁判においては、東郷茂徳、梅津美治郎の弁護人を務めた。

## 来歴
1908年にオクラホマ州に生まれ、オクラホマ大学、ハーバード・ロー・スクールを卒業後、オクラホマのマゲーリア石油会社の法律顧問をはじめ各種裁判所に勤務した。1942年に陸軍に入隊し、日本課および戦時俘虜尋問班のチーフを務めるなど、日本の事情に通じていた。
陸軍少佐として占領軍将校であったブレイクニーは、東京裁判の弁護人となり、東郷茂徳・梅津美治郎両被告を担当した。国際法と外交関係に詳しく、ジョージ山岡と並んで日本語を解する数少ないアメリカ人弁護人の一人でもあったことから、日本人弁護人の知らないアメリカ側の資料を活用するなど、法廷では随所で重要な役割を果たした。この事から、現在ではブルーエットやファーネスとならんでアメリカ人弁護人の代表的存在として知られている。
開廷早々の管轄権問題では、国際法に戦争に関する法規があることから戦争は犯罪ではないと主張し、検察側立証段階では、有効な反対尋問を行った。
特に、弁護側反証段階の冒頭で、アメリカの原子爆弾投下問題をとりあげたことは有名である。
1946年5月14日には、
「戦争は犯罪ではない。戦争法規があることが戦争の合法性を示す証拠である。戦争の開始、通告、戦闘の方法、終結を決める法規も戦争自体が非合法なら全く無意味である。国際法は、国家利益追及の為に行う戦争をこれまでに非合法と見做したことはない」 
「歴史を振り返ってみても、戦争の計画、遂行が法廷において犯罪として裁かれた例はない。我々は、この裁判で新しい法律を打ち立てようとする検察側の抱負を承知している。しかし、そういう試みこそが新しくより高い法の実現を妨げるのではないか。“平和に対する罪”と名付けられた訴因は、故に当法廷より却下されねばならない」 
「国家の行為である戦争の個人責任を問うことは、法律的に誤りである。何故ならば、国際法は国家に対して適用されるものであって、個人に対してではない。個人に依る戦争行為という新しい犯罪をこの法廷で裁くのは誤りである。戦争での殺人は罪にならない。それは殺人罪ではない。戦争が合法的だからである。つまり合法的人殺しである殺人行為の正当化である。たとえ嫌悪すべき行為でも、犯罪としてその責任は問われなかった。
（以下の発言が始まると、チャーターで定められている筈の同時通訳が停止し、日本語の速記録にもこの部分のみ「以下、通訳なし」としか記載されなかった）
キッド提督の死が真珠湾攻撃による殺人罪になるならば、我々は、広島に原爆を投下した者の名を挙げることができる。投下を計画した参謀長の名も承知している。その国の元首の名前も承知している。彼らは、殺人罪を意識していたか？してはいまい。我々もそう思う。それは彼らの戦闘行為が正義で、敵の行為が不正義だからではなく、戦争自体が犯罪ではないからである。何の罪科でいかなる証拠で戦争による殺人が違法なのか。原爆を投下した者がいる。この投下を計画し、その実行を命じ、これを黙認したものがいる。その者達が裁いているのだ。彼らも殺人者ではないか」
と発言、1947年3月3日にも、イギリスとソ連のパリ不戦条約違反を主張するとともに、原子爆弾は明らかにハーグ陸戦条約第四項が禁止する兵器だと指摘した。
そして、イギリスのアーサー・S・コミンズ・カー検察官が、「連合国がどんな武器を使用しようと本審理にはなんらの関係もない」と反駁したことに対し、日本はそれに対して報復する権利がある、と主張した。
更に、太平洋戦争段階の外交部門の主任を務めた山本熊一を証人に立たせて、「近衛手記」や野村吉三郎電報を駆使し、日本が日米交渉に最後まで努力したことを立証しようとした。また、米国議会の真珠湾攻撃調査の委員会での証言や、開戦当時諜報担当だったブラットン陸軍大佐を証人に立たせてアメリカの電報傍受の事実を指摘した。
裁判の判決段階でも、少数意見朗読を要請する弁論を提出した。そして、裁判終了後は、ファーネスとともに、豊田副武海軍大将に対する裁判の弁護にあたった。
その後、東京に法律事務所を開設したが、1963年3月4日セスナ機を操縦中、伊豆半島にある天城山の山腹に激突し死亡した。

## その他
- 1947年7月28日、世田谷の路上に自動車を止めていたところ、車上狙いに遭い弁護資料を入れたカバンを盗まれた。8月4日に再開される裁判での弁護が危ぶまれたが、8月2日に書類だけが外務省に届けられ事なきを得た[1]。
- 梅津美治郎の弁護を務めた関係で彼の部下であった池田純久と交流を持ち、その中で歌舞伎や日本食に親しんだ。刺身などの生魚料理にも抵抗を示すことなく、究極の日本食はフグであるとまで言ったという。[2]